# 祖父岳
祖父岳（じいだけ）は、富山県富山市にある山である。飛騨山脈の雲ノ平の東に位置しており標高は2,825m。

## 概要
溶岩台地である雲ノ平のピークで、安山岩とデイサイトから成り立っている。山頂部はなだらかで、悪天候時には道に迷いやすい。西北西には谷を挟んで祖母岳（ばあだけ）がある。

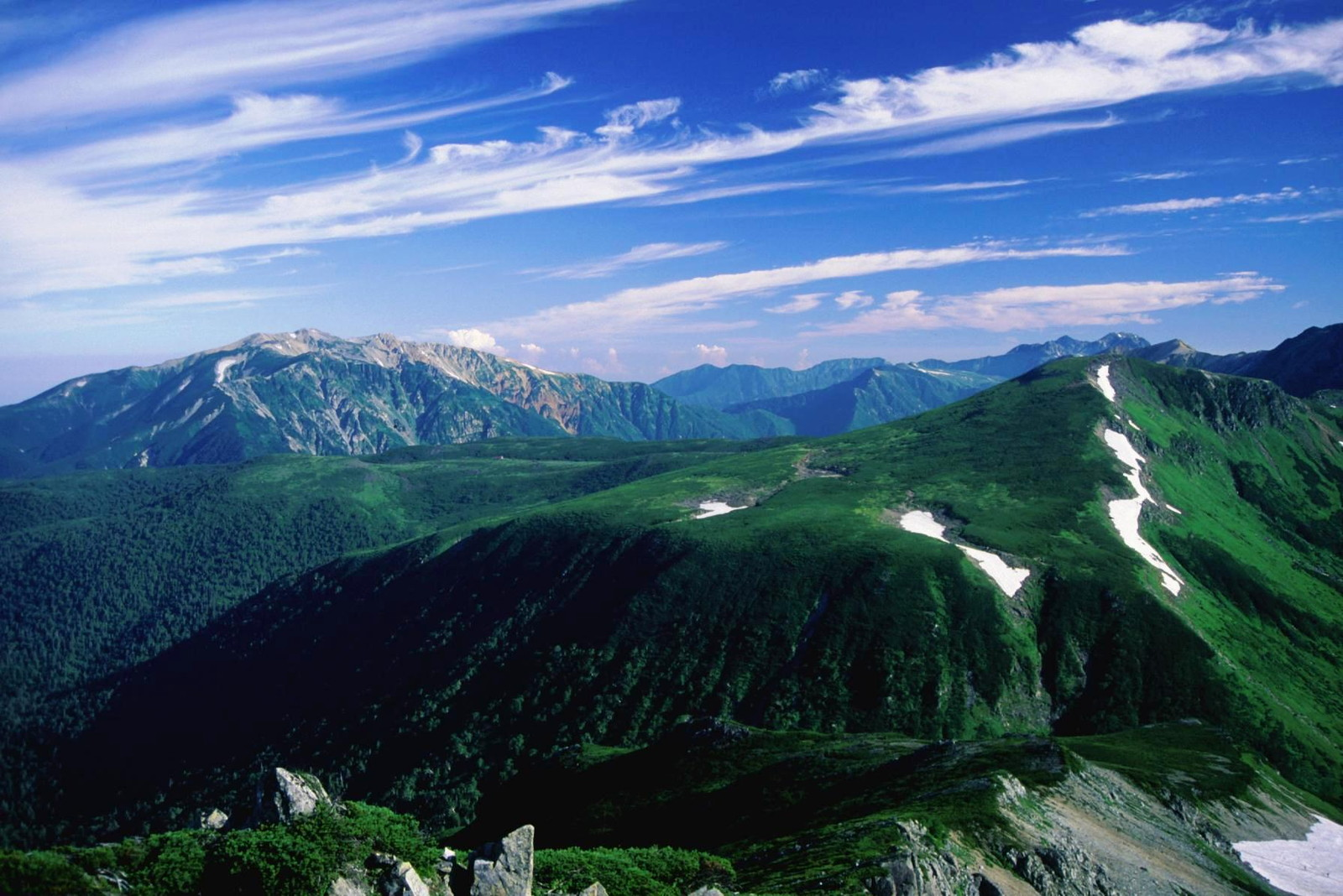
三俣蓮華岳の山頂から北微西の眺め。全景が雲ノ平、右に祖父岳で、その後方が立山。左奥に薬師岳。

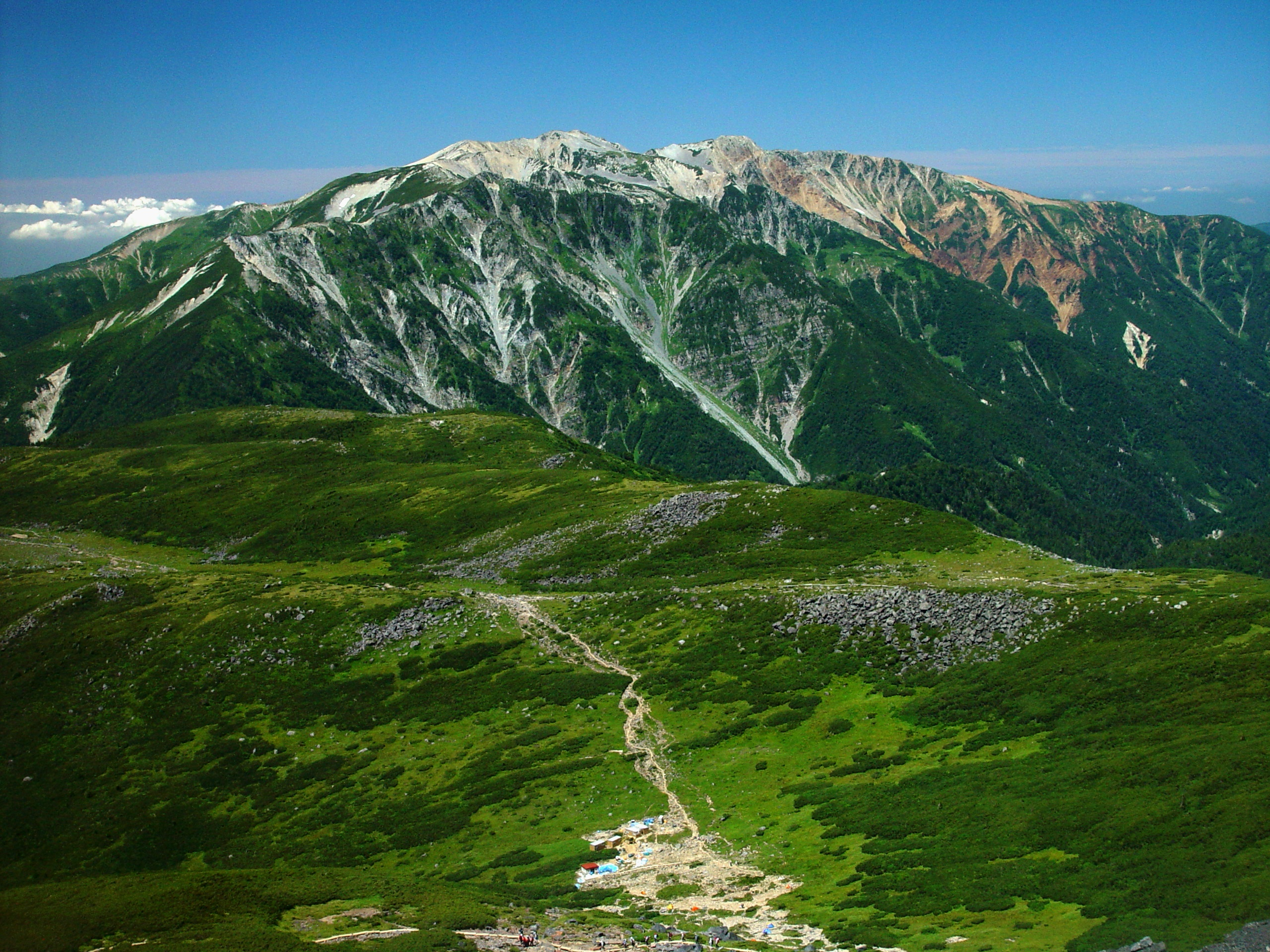
祖父岳から北北西に薬師岳を望む

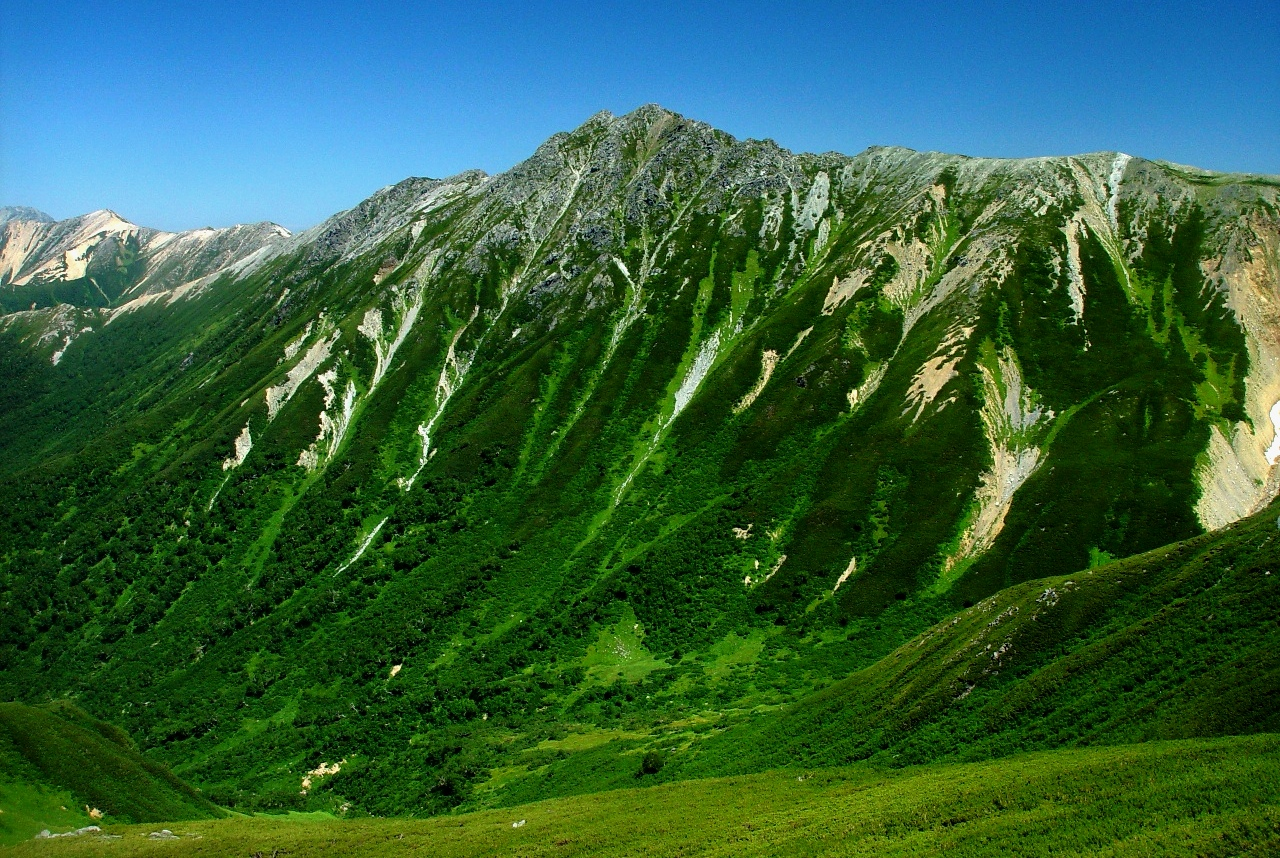
祖父岳から北北東に水晶岳を望む

## 近隣の山小屋
- 雲ノ平山荘
- 水晶小屋
- 三俣山荘

## 周辺の山
- 水晶岳
- 鷲羽岳
- 三俣蓮華岳
- 祖母岳